# Joachim Göschel
Otto Rudolf Joachim Göschel (* 22. Dezember 1931 in Regis-Breitingen; † 9. April 2022 in Leipzig) war ein deutscher Sprachwissenschaftler.

## Leben
Nach dem Besuch der Schulen in Regis-Breitingen (1938–1942) und Altenburg (1942–1951) studierte er von 1951 bis 1955 an der Universität Leipzig Germanistik, Geschichte und Slavistik bei Elisabeth Karg-Gasterstädt, Gabriele Schieb, Theodor Frings, Hermann August Korff, Rudolf Große und Horst Grünert. 1955 legte er das Staatsexamen ab. Nach der Promotion zum Dr. phil. am 23. Februar 1961 in Leipzig und der Habilitation an der Philipps-Universität Marburg 1970 wurde er dort 1971 Professor für deutsche Sprachwissenschaft. Er war seit 1969 Leiter der Abteilung Phonetik am Forschungszentrum Deutscher Sprachatlas und geschäftsführender Direktor des Deutschen Sprachatlas (1987–1997). Über viele Jahre war er hier zudem Herausgeber der Zeitschrift für Dialektologie und Linguistik und ihrer Beihefte.

## Schriften (Auswahl)
- Die Orts-, Flur- und Flußnamen der Kreise Borna und Geithain. Namenkundliche Untersuchungen zur Sprach- und Siedlungsgeschichte Nordwestsachsens. Köln 1964, OCLC 73409308.
- mit Günter Bellmann: Tonbandaufnahme ostdeutscher Mundarten 1962 bis 1965. Gesamtkatalog. Marburg 1970, ISBN 3-7708-0144-X.
- Strukturelle und instrumentalphonetische Untersuchungen zur gesprochenen Sprache. Berlin 1973, ISBN 3-11-003624-X.
- mit Norbert Nail und Gaston van der Elst (Hg.): Zur Theorie des Dialekts. Aufsätze aus 100 Jahren Forschung. Mit biographischen Anmerkungen zu den Autoren (= Zeitschrift für Dialektologie und Linguistik. Beihefte, Neue Folge. Nr. 16). Wiesbaden 1976, ISBN 3-515-02305-4.